# 117P/Helin-Roman-Alu
La comète Helin-Roman-Alu 1, officiellement 117P/Helin-Roman-Alu 1, est une comète périodique du système solaire, découverte le 2 octobre 1989 par Eleanor Francis Helin, Brian P. Roman et Jeff Alu à l'observatoire Palomar en Californie.